# Morti nel 1290
| Questa pagina contiene informazioni ricavate automaticamente dalle voci biografiche con l'ausilio del template Bio e di un bot. L'aggiornamento è periodico e automatico e ricostruisce completamente la pagina. Se manca una persona in questa lista, sei pregato di non aggiungerla, ma accertati piuttosto che la sua voce biografica contenga il template Bio e che i dati anagrafici siano correttamente compilati. Se il template Bio manca, inseriscilo tu stesso o, in alternativa, metti l'avviso {{tmp\|Bio}} che ne segnala la mancanza. Se i dati riportati sono sbagliati, correggi direttamente la voce biografica; le modifiche saranno visibili in questa lista entro pochi giorni. Per chiarimenti vedi il progetto biografie. La lista contiene solo le 30 persone che sono citate nell'enciclopedia e per le quali è stato implementato correttamente il template Bio. Pagina aggiornata al 10 giu 2025. |

- 28 gennaio - Dervorguilla di Galloway, nobile scozzese
- 1º febbraio - Mu'izz al-Din Kayqubad, sultano (n. 1269)
- 3 febbraio - Enrico XIII di Baviera, duca tedesco (n. 1235)
- 4 marzo - Paperone de' Paperoni, vescovo cattolico italiano
- 24 marzo - Giovanni del Bastone, presbitero italiano
- 25 aprile - Filippo Ciardelli, religioso italiano (n. 1203)
- 10 maggio - Rodolfo II d'Asburgo, nobile tedesco (n. 1270)
- 8 giugno - Beatrice Portinari, italiana
- 12 giugno - Reginaldo da Piperno, teologo e vescovo cattolico italiano
- 13 giugno - Shams al-Dīn Kayumarth, sultano
- 23 giugno - Enrico IV di Polonia, duca polacco
- 10 luglio - Ladislao IV d'Ungheria, sovrano ungherese (n. 1262)
- 4 agosto - Beata Cecilia, religiosa italiana
- 19 settembre - Maria de Cervellòn, religiosa spagnola (n. 1230)
- 26 settembre - Margherita di Scozia, regina (n. 1283)
- 8 novembre - Bartolomeo I della Scala, vescovo cattolico italiano
- 10 novembre - Qalawun, sultano turco (n. 1222)
- 29 novembre - Eleonora di Castiglia, regina (n. 1241)
- 18 dicembre - Magnus III di Svezia, re svedese
- Aldebrando di Bagnoregio, vescovo italiano
- Alice di Borgogna-Auxerre, nobile francese (n. 1251)
- Elisabetta la Cumana, regina ungherese (n. 1240)
- Gastone VII di Béarn, francese (n. 1225)
- Gregorio Ciprio, arcivescovo ortodosso e teologo bizantino (n. 1241)
- Lloque Yupanqui, sovrano inca (n. 1260)
- Margaritone d'Arezzo, pittore, scultore e architetto italiano
- Pannocchia della Sassetta, nobile, condottiero e politico italiano
- Sibilla d'Armenia, contessa
- Omodeo de Tassis, italiano
- Alice di Lusignano, nobile francese